# Condado de Ontario (Nueva York)
El condado de Ontario (en inglés: Ontario County) fundado en 1789 es un condado en el estado estadounidense de Nueva York. En el 2000 el condado tenía una población de 100,224 habitantes en una densidad poblacional de 155 personas por km². La sede del condado es Canandaigua.

## Geografía
Según la Oficina del Censo, el condado tiene un área total de 1715 km² (662,2 mi²), de la cual 1668 km² (644 mi²) es tierra y 47 km² (18,1 mi²) (2.72%) es agua.

### Condados adyacentes
- Condado de Wayne - norte
- Condado de Seneca - este
- Condado de Yates - sur
- Condado de Steuben - suroeste
- Condado de Livingston - oeste
- Condado de Monroe - noroeste

## Demografía
En el 2000 la renta per cápita promedia del condado era de $44,579, y el ingreso promedio para una familia era de $52,698. En 2000 los hombres tenían un ingreso per cápita de $36,732 versus $26,139 para las mujeres. El ingreso per cápita para el condado era de $21,533 y el 7.30% de la población estaba bajo el umbral de pobreza nacional.

## Transporte

### Carreteras principales
- Interestatal 90 (New York State Thruway)
- U.S. Route 20
- U.S. Route 20A
- Ruta Estatal de Nueva York 5
- Ruta Estatal de Nueva York 14
- Ruta Estatal de Nueva York 14A
- Ruta Estatal de Nueva York 21
- Ruta Estatal de Nueva York 64
- Ruta Estatal de Nueva York 96

## Ciudades y pueblos
| Ciudades               | Pueblos | Villas                                                                                           | Lugares designados por el censo                |
| ---------------------- | --- | ------------------------------------------------------------------------------------------------ | ---------------------------------------------- |
| - Canandaigua - Geneva | - Bristol - Canadice - Canandaigua - East Bloomfield - Farmington - Geneva - Gorham - Hopewell - Manchester - Naples - Phelps - Richmond - Seneca - South Bristol - Victor - West Bloomfield | - Bloomfield - Clifton Springs - Manchester - Naples - Phelps - Rushville - Shortsville - Victor | - Crystal Beach - Hall - Honeoye - Port Gibson |